# Plataforma Solar de Almería

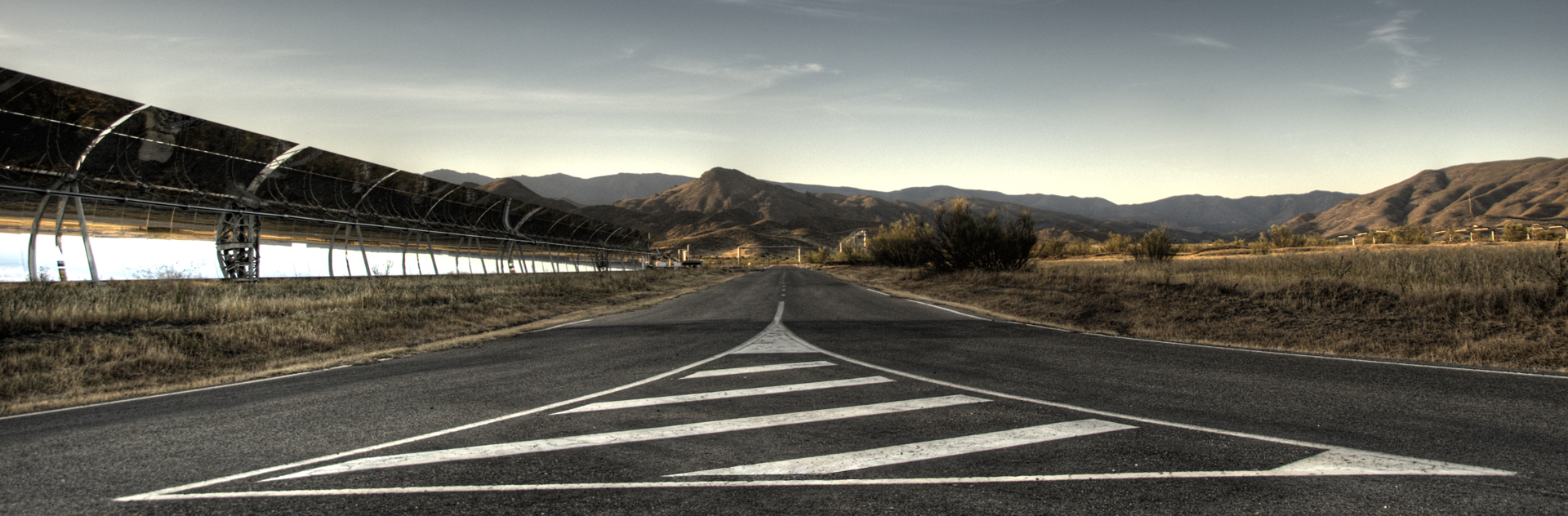
Plataforma Solar de Almería

Die Plataforma Solar de Almería ist ein Zentrum zur Erforschung der solaren Energienutzung. Es wurde in den frühen 1980er Jahren gegründet und liegt am Rande der Wüste von Tabernas in der spanischen Provinz Almería. Auf dem über 100 Hektar großen Gelände sind über 20.000 Quadratmeter Spiegelfläche installiert. Es werden verschiedene Techniken, vorwiegend solarthermische Kraftwerke, unter praxisnahen Bedingungen getestet. 
Als Reaktion auf die Ölkrise 1973 wurde von der Internationalen Energieagentur in der zweiten Hälfte der 1970er Jahre ein Projekt mit zwei verschiedenen Kraftwerken initiiert, für die Spanien das Testgelände, die heutige Plataforma Solar de Almería, zur Verfügung stellte. Beteiligt am Projekt waren Belgien, Deutschland, Griechenland, Italien, Österreich, die Schweiz, Schweden und die USA, die Projektleitung lag bei der Deutschen Forschungs- und Versuchsanstalt für Luft- und Raumfahrt – dem heutigen Deutschen Zentrum für Luft- und Raumfahrt (DLR). Der Probebetrieb begann 1982. Mitte der 1980er kam es zu einer dauerhaften Vereinbarung zwischen Deutschland und Spanien über die Zusammenarbeit in Projekten auf dem Testgelände.